# Thégan

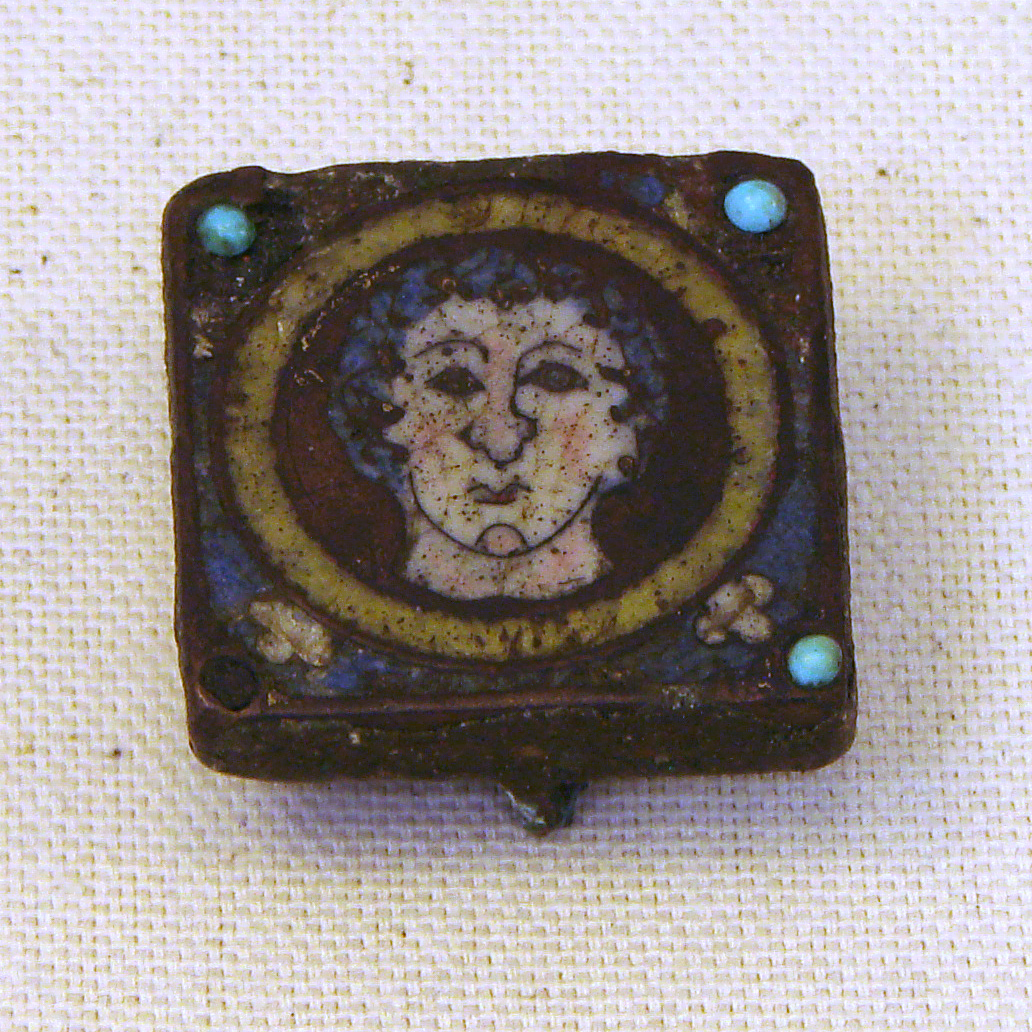
Fibule de la période Carolingienne. Cuivre, or et turquoise. Trouvée à Chalandry. Musée de Laon

Thégan (~ 800 - mort pendant l'épiscopat de Thietgaud de Trèves) était un prélat franc appartenant à l'Église catholique romaine et l'auteur des Gesta Hludowici imperatoris (Les exploits de l'empereur Louis), une biographie de Louis le Pieux, empereur du Saint-Empire, le fils et successeur de Charlemagne.

## Biographie
On connaît peu de choses sur la vie de Thégan. Il serait issu d'une noble famille franque de la région Rhin-Moselle. Ce qui est certain, c'est qu'il fut chorévêque de Trèves de 825 à sa mort, et probablement praepositus du monastère de Saint-Cassius de Bonn. Il fut également un bon ami de Walafrid Strabon, qui fut le premier éditeur de ses Gesta Hludowici imperatoris et qui divisa ces derniers en chapitres, comme il le fit pour la Vita Karoli Magni d'Eginhard.
Seuls quelques-uns de ses poèmes et une de ses lettres ont été conservés jusqu'à aujourd'hui. La lettre est adressée à un Hatton de la région rhénane de Kreuznach et à un important marchand dans un effort de réconciliation entre Louis le Pieux et son fils Louis II de Germanie au milieu des années 830. On retrouve cette préoccupation de trouver un accord entre Louis et son fils dans ses Gesta Hludowici imperatoris.
Thégan meurt avant 853[réf. nécessaire].

## Gesta Hludowici imperatoris
Thégan écrit son histoire de Louis le Pieux, en 836-837.
Le texte est sous forme narrative en latin vulgaire, comme jugé selon les standards de l'époque, écrit dans le but d'exhorter et fondé sur ses connaissances personnelles et sur ses discussions avec des amis. Préfacés par un court prologue de Walafrid Strabon, les Gesta Hludowici imperatoris commencent par un compte-rendu de saint Arnoul de Metz, décrivant les vicissitudes des frères de Louis, et détaillent plus le règne de Louis durant les années 814-835. Le récit a été sans doute poursuivi plus tard par un autre auteur[réf. nécessaire].
Le récit est clairement partisan. Les mérites de Louis y sont mis en avant et exagérés, même si ses conseillers et le manque de jugement de Louis prenant leurs conseils y sont parfois dénigrés. Tandis que les actions de Louis, fils de Lothaire et celles de nombre d'évêques, en particulier l'évêque Ebon de Reims, sont sévèrement critiquées. La description d'Ebon faite par Thégan est si virulente que Walafrid juge nécessaire de faire des excuses dans son court prologue.
La plupart des historiens modernes attribuent l'aversion de Thégan pour Ebon aux origines modestes de ce dernier et à sa contribution à la rébellion qui a renversé brièvement Louis (rébellion menée par Lothaire, Louis, et Pépin dès 830, rejointe par Ebon en 833). Plus récemment, Tremp a suggéré qu'Ebon avait mis sur pieds une tentative de réforme du statut de chorévêque, ce qu'était Thégan, et que cela avait attisé la haine qu'il lui vouait. Quelle que soit la raison, il ressort clairement des écrits de Thégan que son aversion pour Ebon est de nature très personnelle.

## Diffusion
Ce texte ne fut pas beaucoup lu du vivant de Thégan mais devint beaucoup plus populaire pendant le règne de Charles le Mauvais. Rosamund McKitterick a suggéré qu'il fallait voir en cela la préoccupation des rois carolingiens tardifs de donner un côté historique à leur propre image. En effet, la plupart du temps, on retrouve les textes de Thégan comme parties de manuscrits contenant des textes tels que Annales regni Francorum, des généalogies des Carolingiens et une histoire de Troyens, et très souvent dans la Vita Hludowici imperatoris  (La vie de l'empereur Louis) de l'auteur anonyme connu sous le nom de L'Astronome.

## Éditions modernes
Les Gesta Hludowivici imperatoris ont été traduits en allemand par Ernst Tremp dans la série Monumenta Germaniae Historica : Scriptores in Rerum Germanicarum in usum Scholarum separatim editi (voir ci-dessous dans les liens externes). Une traduction en anglais est disponible dans le volume Carolingian Civilization : A reader par Paul Dutton.